# Michel Jau
Pour les articles homonymes, voir Jau.
Michel Jau, né le 21 janvier 1951, est un haut fonctionnaire français, plusieurs fois préfet et conseiller maître à la Cour des comptes depuis le 1er janvier 2016.

## Biographie
Fils d'une institutrice et d'un receveur des Postes, Michel Jau est diplômé de Sciences Po Paris et ancien élève de l'ENA dans la promotion Voltaire de 1978 à 1980 où il côtoie notamment François Hollande, Michel Sapin ou encore Ségolène Royal.
Affecté au Ministère de l'Intérieur. à sa sortie de l'ENA, Michel Jau devient conseiller technique de 1983 à 1985 puis directeur de cabinet de Georges Lemoine, secrétaire d'État aux Départements et Territoires d'outre-mer avant d'effectuer sa mobilité comme consul général à Constantine entre 1986 et 1988.
De retour au Ministère de l'Intérieur, il fut chef du bureau des officiers et commandants et des corps urbains à la direction du personnel, avant d'être chargé de mission ; puis conseiller, chargé de l'intérieur et des DOM-TOM, au Cabinet du président de la République François Mitterrand de janvier 1991 à janvier 1992, puis Haut-commissaire de la République en Polynésie française le 7 janvier 1992 et enfin conseiller technique à la présidence de la République le 6 février 1992.
Le 27 août 1994, le Conseil d'administration de la Société concessionnaire française pour la construction du tunnel routier sous le Mont-Blanc le nomme président dudit Conseil d'administration.
Le 28 janvier 1996, Michel Jau alors préfet en service détaché devient préfet hors cadre, puis préfet du Tarn le 22 décembre 1998. Le 30 novembre 2001, il est nommé préfet de l'Oise en Conseil des ministres avant de redevenir préfet hors cadre le 11 juillet 2004.
Le 15 janvier 2005, il perd ce statut au profit de celui de directeur du Centre national pour l'aménagement des structures des exploitations agricoles dont il est ensuite nommé directeur général le 10 octobre 2008 puis président-directeur général de l'Agence de services et de paiement le 3 avril 2009.
Le 24 septembre 2009, il est nommé directeur du cabinet du ministre chargé de la mise en œuvre du plan de relance Patrick Devedjian auprès du Premier ministre sous le deuxième gouvernement François Fillon.
Le 26 novembre 2010 il est nommé Préfet des Yvelines, en Conseil des ministres.
Le 12 avril 2013, il est nommé préfet de la région Limousin et préfet de la Haute-Vienne puis préfet de la région Centre, et préfet du Loiret le 19 septembre 2014 avant de prendre sa retraite de sa carrière de préfet le 30 octobre 2015. Enfin, le 19 décembre 2015, il est nommé Conseiller maître en service extraordinaire à la Cour des comptes.
Michel Jau est admis à faire valoir ses droits à la retraite à compter du 22 janvier 2016.

## Récompenses et distinctions

### Décorations
- Officier de la Légion d'honneur (décret du 12 juillet 2013, chevalier depuis le 31 décembre 1999)[14]
- Commandeur de l'ordre national du Mérite (décret du 13 mai 2016, officier depuis le 13 mai 2005)[15]
- Officier de l'ordre du Mérite agricole
- Médaille de la protection judiciaire de la jeunesse (arrêté du 1er juillet 2003)[16].

## Pour approfondir